# هواشناس
هواشناس (انگلیسی: Meteorologist) کسی است که به مطالعه و تحلیل وضعیت جوی و آب و هوا می‌پردازد. این افراد با استفاده از ابزارها و مدل‌های علمی، پیش‌بینی‌های جوی انجام می‌دهند. هواشناسان معمولاً اطلاعات مربوط به دما، بارندگی، باد، و سایر پدیده‌های جوی را بررسی می‌کنند تا تأثیرات این عوامل را بر محیط زیست و جامعه مشخص کنند.